# Bierreclame Museum

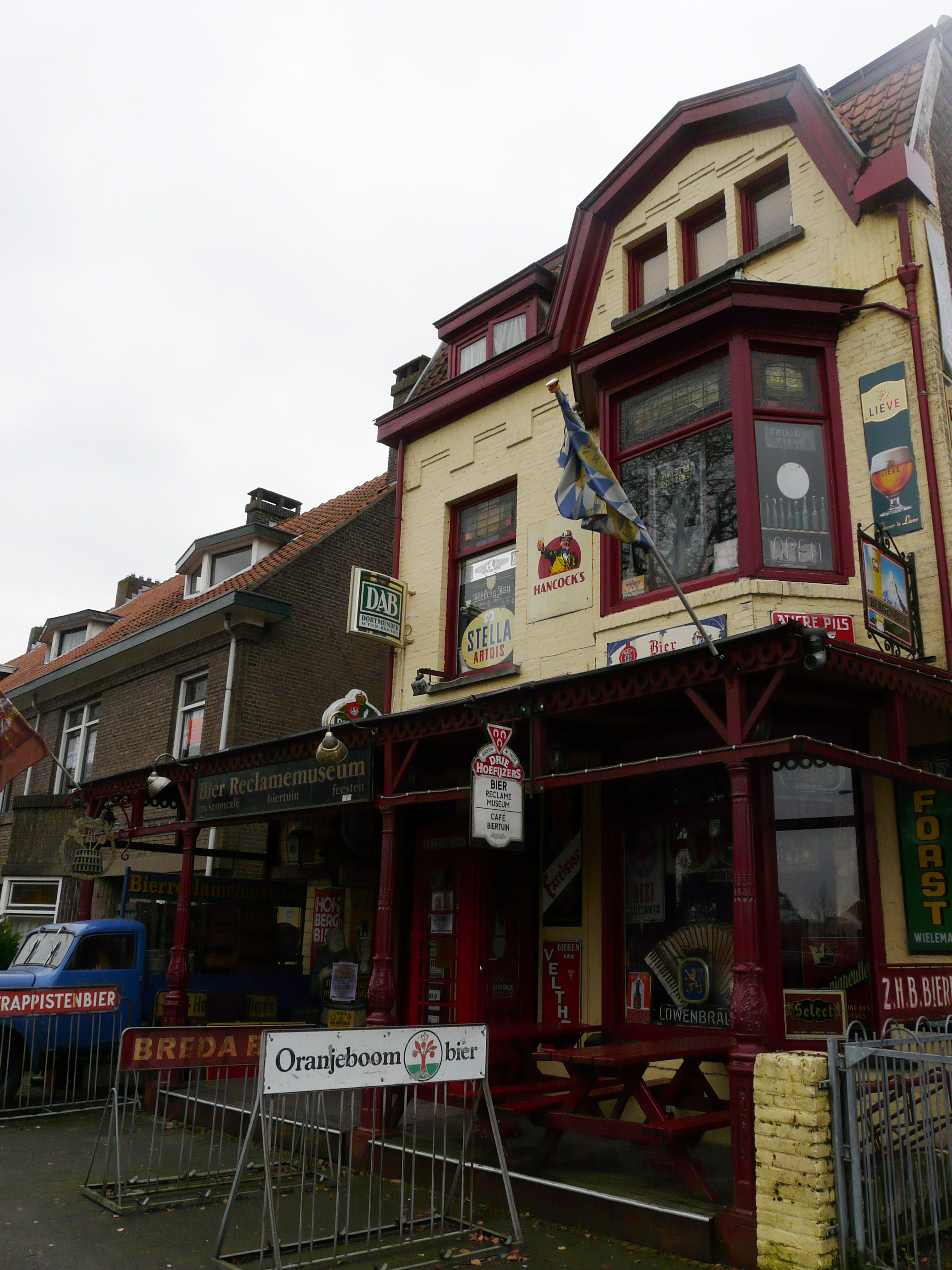
Bierreclame Museum

Het Bierreclame Museum is een museum in de wijk Princenhage, aan de Haagweg in het westen van de Noord-Brabantse stad Breda.
Het museum bestaat sinds 4 december 1990. De collectie bevat meer dan duizend reclameborden van diverse merken bier uit West-Europa vanaf het begin 1900 tot en met 1960. Ook bezit het museum affiches, (antieke) toogkasten, brouwerijmachines, duwkarren en een oude vrachtwagen. Verder zijn er veel oude bierglazen, viltjes, etiketten, neons en lampen te zien.